# Пустовійтівський заказник
Пустові́йтівський зака́зник — гідрологічний заказник місцевого значення в Україні. Об'єкт природно-заповідного фонду Сумської області. 
Розташований у межах Роменського району Сумської області, біля села Пустовійтівка. 

## Опис
Площа 337,2 га. Статус надано згідно з рішенням облради від 28.11.2005 року. Перебуває у віданні: Пустовійтівська сільська рада, Басівська сільська рада, Плавинищенська сільська рада, ДП «Роменський агролісгосп». 
Статус надано для збереження водно-лучно-болотного природного комплексу в заплаві та акваторії річки Сула (притока Дніпра)  з численними старицями, болотними та лучними масивами. 
Представлені угруповання, занесені до Зеленої книги (формації глечиків жовтих, латаття білого), місцезростання рідкісних рослин, що охороняються Бернською конвенцією (маточник болотний) та на обласному рівні (алтея лікарська, цикута отруйна, калган, осоки повстиста та дерниста, подорожник Корнута). Є місцем мешкання тварин, занесених до Червоної книги України (горностай), занесених до Європейського Червоного списку (червінець непарний, деркач), обласного червоного списку (черепаха болотяна, чапля сіра, бугай, шугайчик, лебідь-шипун та ін.). Заказник є
регулятором водного режиму річки і рівня ґрунтових вод прилеглих територій.

## Зображення

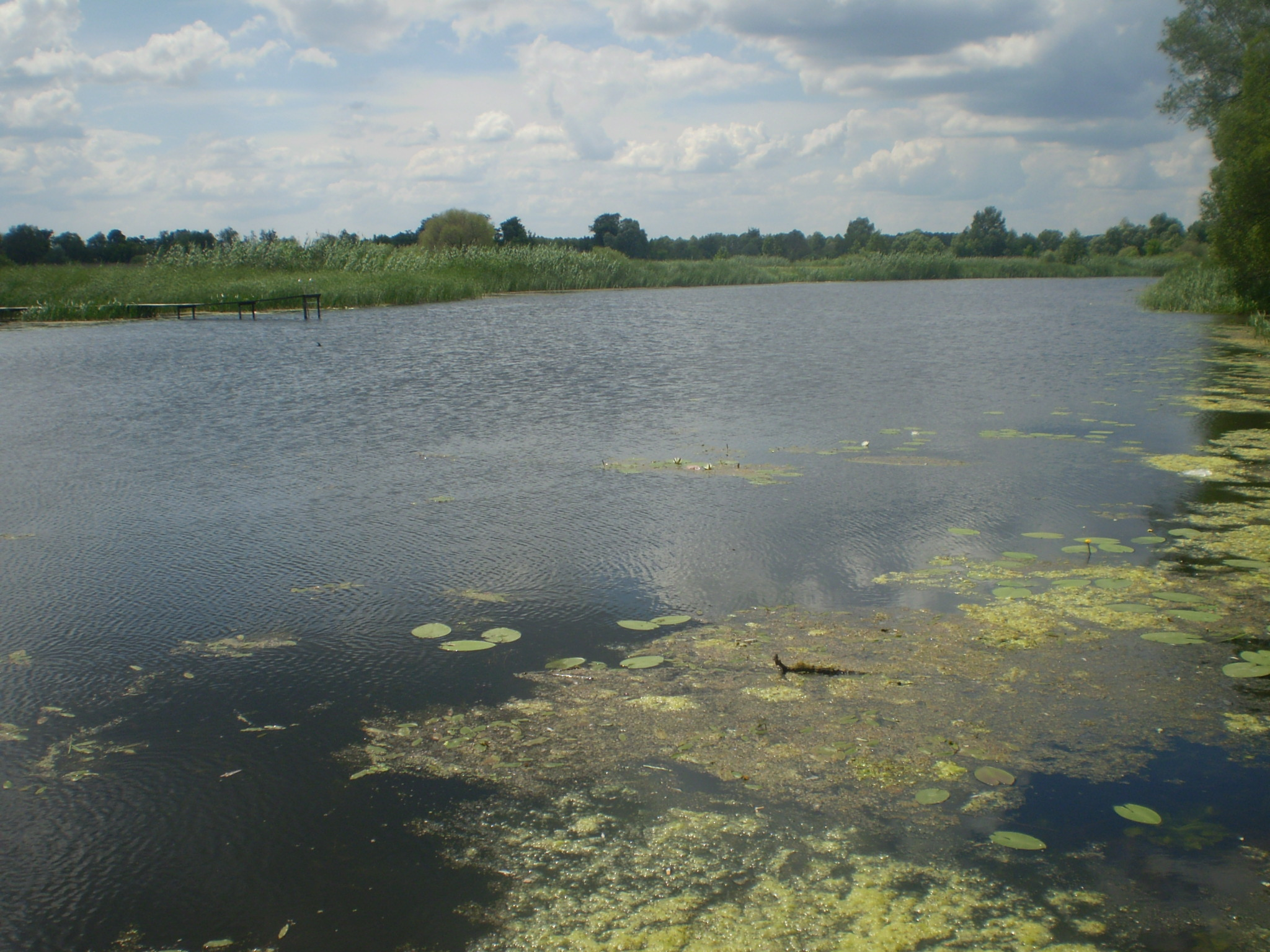
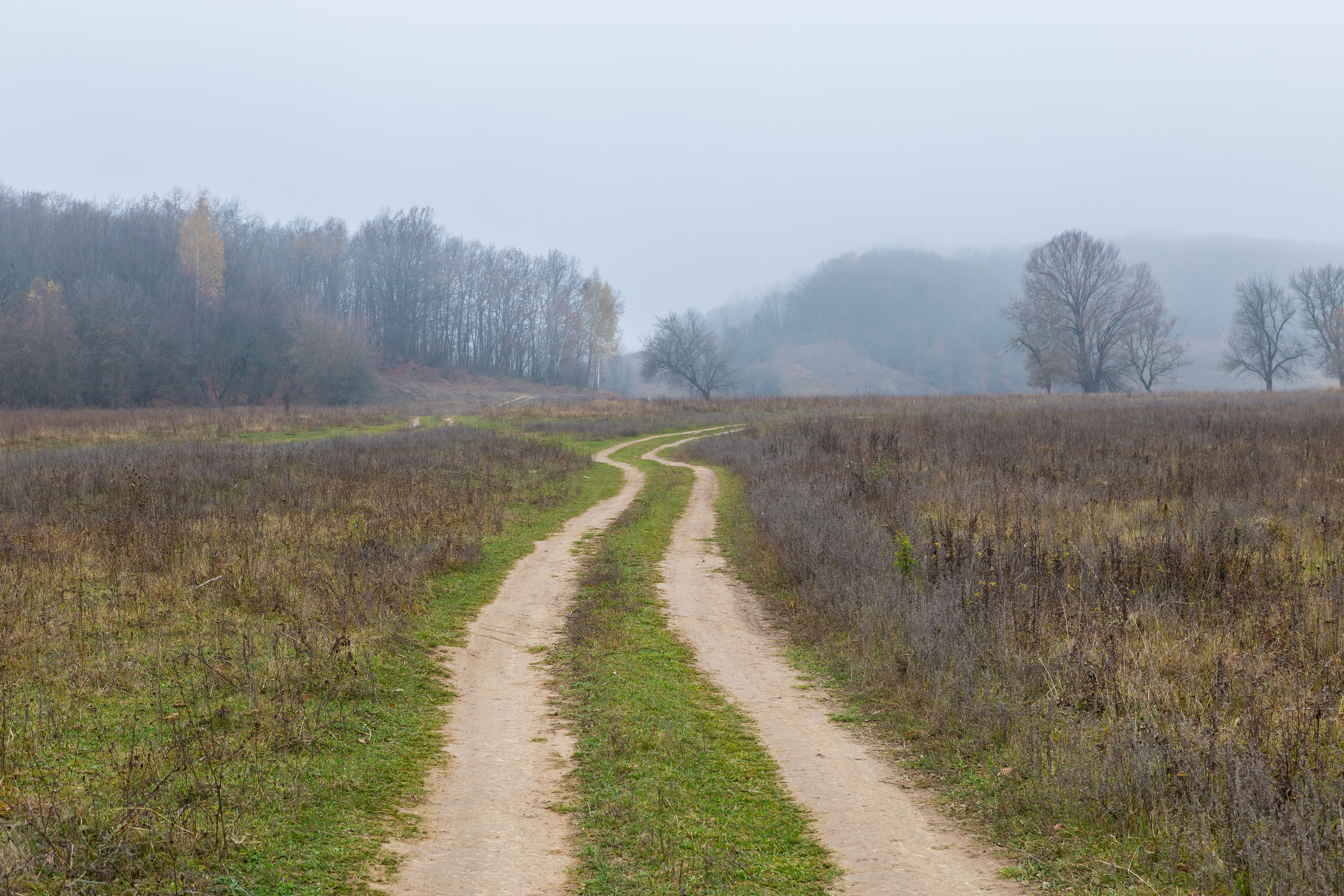
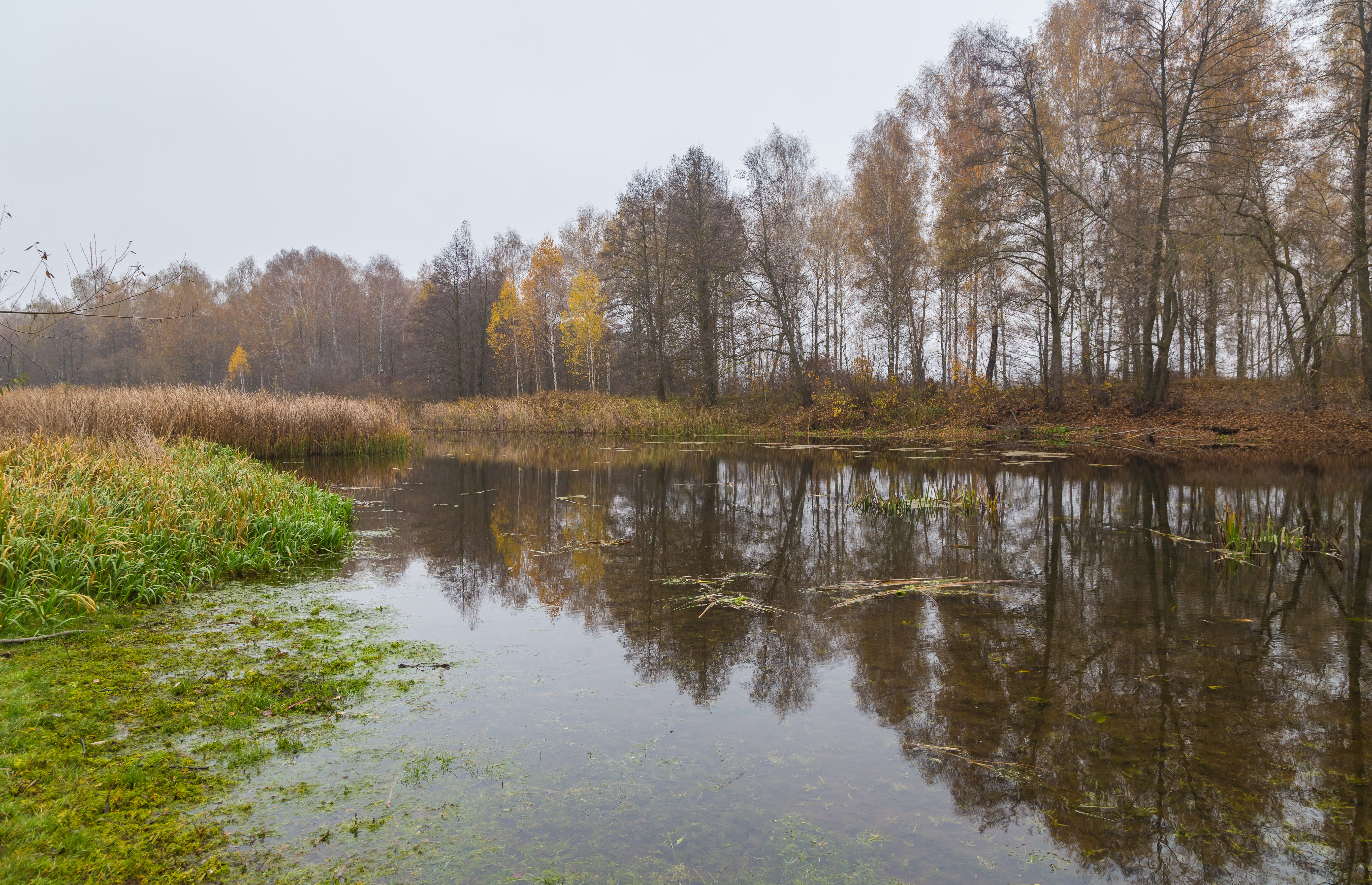